# Tupistra albiflora
Tupistra albiflora är en sparrisväxtart som beskrevs av Kai Larsen. Tupistra albiflora ingår i släktet Tupistra och familjen sparrisväxter.
Artens utbredningsområde är Thailand. Inga underarter finns listade i Catalogue of Life.